# Anthophora sagemehli
Anthophora sagemehli är en biart som beskrevs av Morawitz 1883. Anthophora sagemehli ingår i släktet pälsbin, och familjen långtungebin. Inga underarter finns listade i Catalogue of Life.